# Genera Plantarum

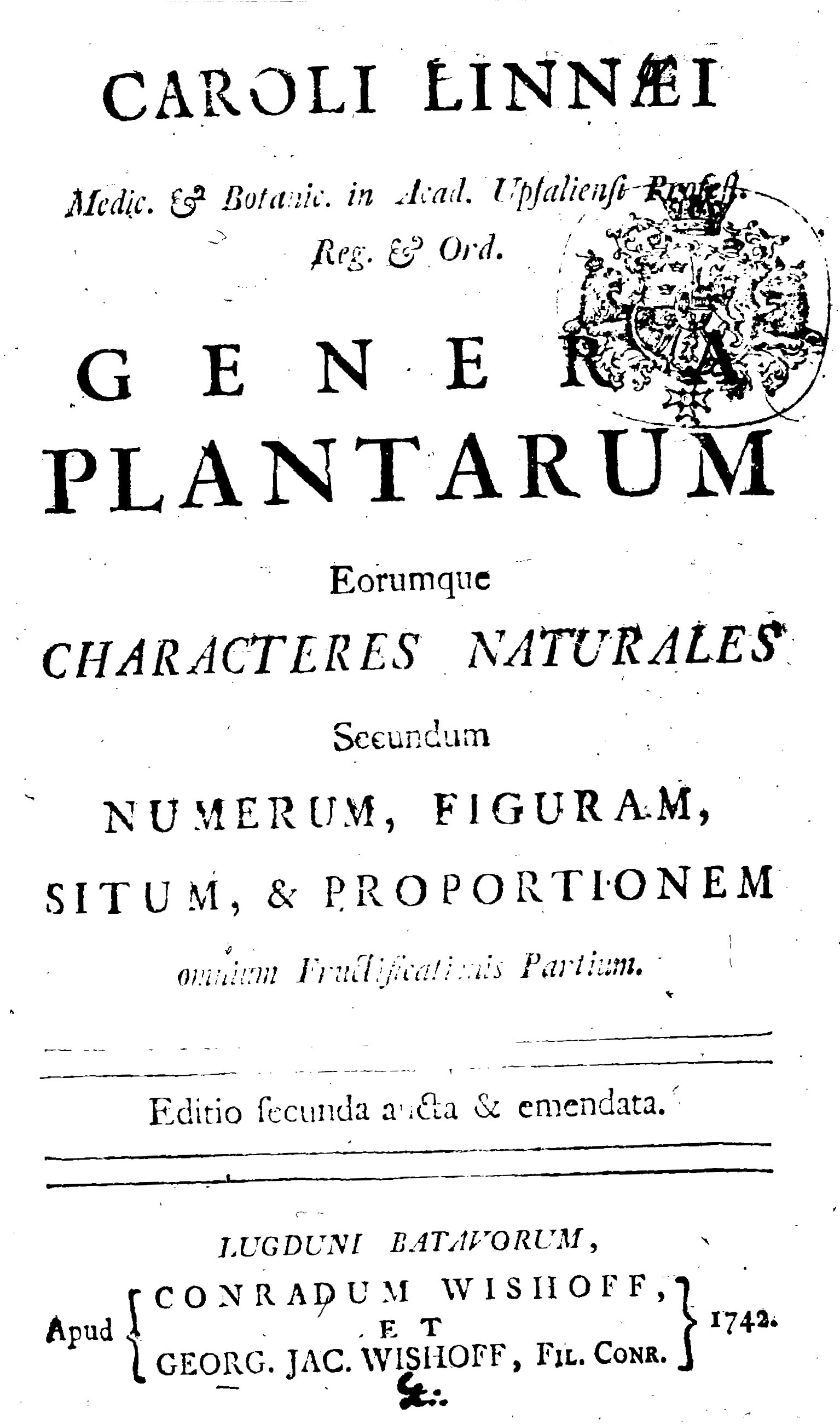
Strona tytułowa Genera Plantarum wydanie drugie, 1742.

Genera Plantarum – dzieło opublikowane w 1736 przez Karola Linneusza, które było punktem startowym jego systemu klasyfikacyjnego roślin. W następnych latach dzieło doczekało się kolejnych wydań. Piąte wydanie z 1754 roku ukazało się wkrótce po opublikowaniu przez Linneusza dzieła Species Plantarum i stanowiło jego uzupełnienie. Zawierało opisy 1.105 rodzajów.